# 凯瑟琳·科普兰
凯瑟琳·科普兰（英語：Katherine Copeland，1990年12月1日—），英国女子赛艇运动员。她曾代表英国参加2012年和2016年夏季奥林匹克运动会赛艇比赛，其中2012年奥运会获得女子轻量级双人双桨项目金牌。